# 伉乃如
伉乃如（1890年—1947年10月28日），名文翰，男，天津人，中国教育家，南开大学元老，曾任南开大学化学教员，校长秘书兼大学注册课主任。与华午晴、孟琴襄、喻传鉴并称“南开四大金刚”。

## 家族
儿子伉铁儁、伉铁健、伉铁侠、伉铁杰、伉铁保等，女儿伉铁霞、伉铁佩等。其中，伉铁儁曾任天津市政协副主席，伉铁保曾任海南省政协副主席。